# RFL Championship 1959-60
El Championship de 1959-60 fue la 65.º edición del torneo de rugby league más importante de Inglaterra.

## Formato
Los equipos se enfrentaron en formato de todos contra todos, los primeros cuatro equipos clasificaron a postemporada.
Se otorgaron 2 puntos por cada victoria, 1 por el empate y 0 por la derrota.

## Desarrollo

### Tabla de posiciones
| Pos. | Equipo               | Encuentros | Encuentros | Encuentros | Encuentros | Tantos | Tantos | Tantos | Puntos |
| Pos. | Equipo               | PJ         | PG         | PE         | PP         | F      | C      | Dif.   | Puntos |
| ---- | -------------------- | ---------- | ---------- | ---------- | ---------- | ------ | ------ | ------ | ------ |
| 1    | St Helens RFC        | 38         | 34         | 1          | 3          | 947    | 343    | +604   | 69     |
| 2    | Wakefield Trinity    | 38         | 32         | 0          | 6          | 831    | 348    | +483   | 64     |
| 3    | Hull FC              | 38         | 28         | 1          | 9          | 758    | 474    | +284   | 57     |
| 4    | Wigan Warriors       | 38         | 27         | 2          | 9          | 828    | 390    | +438   | 56     |
| 5    | Featherstone Rovers  | 38         | 27         | 0          | 11         | 730    | 437    | +293   | 54     |
| 6    | Whitehaven RLFC      | 38         | 22         | 3          | 13         | 594    | 533    | +61    | 47     |
| 7    | Warrington Wolves    | 38         | 22         | 2          | 14         | 650    | 482    | +168   | 46     |
| 8    | Swinton Lions        | 38         | 22         | 2          | 14         | 654    | 503    | +151   | 46     |
| 9    | Oldham RLFC          | 38         | 22         | 1          | 15         | 744    | 461    | +283   | 45     |
| 10   | Hunslet FC           | 38         | 21         | 3          | 14         | 595    | 488    | +107   | 45     |
| 11   | Leigh Centurions     | 38         | 20         | 4          | 14         | 600    | 502    | +98    | 44     |
| 12   | Huddersfield Giants  | 38         | 21         | 1          | 16         | 603    | 510    | +93    | 43     |
| 13   | Hull Kingston Rovers | 38         | 20         | 1          | 17         | 517    | 575    | −58    | 41     |
| 14   | Leeds Rhinos         | 38         | 20         | 0          | 18         | 641    | 573    | +68    | 40     |
| 15   | Salford Red Devils   | 38         | 19         | 2          | 17         | 629    | 583    | +46    | 40     |
| 16   | Batley Bulldogs      | 38         | 18         | 3          | 17         | 476    | 506    | −30    | 39     |
| 17   | Widnes Vikings       | 38         | 18         | 1          | 19         | 598    | 519    | +79    | 37     |
| 18   | Castleford Tigers    | 38         | 18         | 0          | 20         | 561    | 630    | −69    | 36     |
| 19   | Workington Town      | 38         | 18         | 0          | 20         | 448    | 530    | −82    | 36     |
| 20   | Keighley Cougars     | 38         | 17         | 1          | 20         | 575    | 659    | −84    | 35     |
| 21   | York FC              | 38         | 17         | 0          | 21         | 579    | 698    | −119   | 34     |
| 22   | Halifax RLFC         | 38         | 15         | 2          | 21         | 627    | 561    | +66    | 32     |
| 23   | Rochdale Hornets     | 38         | 15         | 0          | 23         | 435    | 519    | −84    | 30     |
| 24   | Barrow Raiders       | 38         | 13         | 1          | 24         | 422    | 562    | −140   | 27     |
| 25   | Bramley RLFC         | 38         | 10         | 2          | 26         | 393    | 673    | −280   | 22     |
| 26   | Bradford Northern    | 38         | 9          | 3          | 26         | 450    | 645    | −195   | 21     |
| 27   | Liverpool Stanley    | 38         | 9          | 3          | 26         | 383    | 720    | −337   | 21     |
| 28   | Blackpool Borough    | 38         | 9          | 1          | 28         | 400    | 819    | −419   | 19     |
| 29   | Dewsbury Rams        | 38         | 4          | 1          | 33         | 337    | 982    | −645   | 9      |
| 30   | Doncaster RLFC       | 38         | 2          | 1          | 35         | 284    | 1,084  | −800   | 5      |

|  | Clasificados a postemporada. |

### Postemporada

#### Semifinal
| 7 de mayo de 1960 | St. Helens | 9 - 19 | Wigan Warriors |  |  |

| 7 de mayo de 1960 | Wakefield Trinity | 24 - 4 | Hull FC |  |  |

#### Final
| 21 de mayo de 1960 | Wakefield Trinity | 3 - 27 | Wigan Warriors | Odsal Stadium, Bradford |  |

| Bandera de Inglaterra  |
| Campeón Wigan Warriors |
| Noveno título          |